# Larry Flynt
Larry Flynt, ameriški založnik, * 1. november 1942, Lakeville, Kentucky, ZDA, † 10. februar 2021, Los Angeles, ZDA.
Larry Flynt je bil ameriški založnik, ki je vodil podjetje Larry Flynt Publications (LFP). Podjetje izdaja predvsem pornografske vsebine, najbolj znana izdaja je revija Hustler. 
Flynt je znan tudi po številnih sodnih procesih, v katerih se je skliceval na prvi amandma ameriške ustave, ki zagotavlja svobodo govora. Trpel je za manično depresijo in ostal paraliziran ob poskusu umora.
O vzponu Flyntovega pornografskega imperija in pravnih postopkih proti njemu je režiser Miloš Forman leta 1996 posnel film Ljudstvo proti Larryju Flyntu.